# Municipio de Plum Creek (Kansas)
El municipio de Plum Creek (en inglés: Plum Creek Township) es un municipio ubicado en el condado de Mitchell en el estado estadounidense de Kansas. En el año 2010 tenía una población de 105 habitantes y una densidad poblacional de 1,14 personas por km².

## Geografía
El municipio de Plum Creek se encuentra ubicado en las coordenadas 39°31′11″N 98°5′40″O / 39.51972, -98.09444. Según la Oficina del Censo de los Estados Unidos, el municipio tiene una superficie total de 92.27 km², de la cual 92,25 km² corresponden a tierra firme y (0,03 %) 0,02 km² es agua.

## Demografía
Según el censo de 2010, había 105 personas residiendo en el municipio de Plum Creek. La densidad de población era de 1,14 hab./km². De los 105 habitantes, el municipio de Plum Creek estaba compuesto por el 94,29 % blancos, el 1,9 % eran de otras razas y el 3,81 % eran de una mezcla de razas. Del total de la población el 3,81 % eran hispanos o latinos de cualquier raza.